# Gateway-Klonierung
Bei der Gateway-Klonierung handelt es sich um eine Methode zur Klonierung. Im Vergleich zur Klonierung durch Restriktion und Ligation hat sie eine höhere Klonierungseffizienz. Nach kurzer Zeit können bis zu 99 % positive Transformanten erhalten werden.
Die Technik beruht auf dem sequenzspezifischen Rekombinationssystem des Phagen λ (einem Bakterienvirus), der mit Hilfe bestimmter Enzyme seine DNA in das Genom des Bakteriums Escherichia coli integriert. Der Integrationsprozess (Lysogenie) wird hierbei von zwei Proteinen katalysiert: der Integrase (Int) des Lambda-Phagen und den E. coli-Protein-Untereinheiten IHF a und IHF b (Integration Host Factors). Dieser reversible Vorgang benötigt spezifische Sequenzabschnitte (die attachment sites oder recombination sites – deutsch etwa Verbindungs- oder Rekombinationsstellen) in der Ziel-DNA, zwischen denen die zu übertragenden genetischen Informationen eingefügt werden können. Für ihre Integration sind auch an den Enden dieser zu transferierenden DNA-Abschnitte Verbindungsstellen erforderlich.
Für die Exzision (Lyse) des DNA-Fragments wird zusätzlich das Enzym Exzisionase benötigt.

## Durchführung
Die Klonierung besteht im Wesentlichen aus drei Schritten.

### 1.) Erzeugung einesattB-PCR-Produkts
Um das Gen von Interesse letztendlich erfolgreich exprimieren zu können, muss es zuerst mit den attB-Rekombinationsstellen versehen werden. Diese bestehen aus 25 Basenpaaren und werden von den an der Rekombination beteiligten Enzymen erkannt. Damit im Expressions-Vektor das Gen von Interesse im korrekten Leserahmen angeordnet ist, wurden die Verbindungsstellen für beide Enden des DNA-Abschnitts unterschiedlich konstruiert und zwar so, dass sie nach der Integration in den Donor-Vektor die richtige Orientierung erhalten.
Die Verbindungsstellen können zum Beispiel durch eine PCR mit spezifischen Primern, die am 5’-Ende die attB-Stellen tragen, an das zu exprimierende Gen angefügt werden.

### 2.) Erzeugung einesEntry Clones
Der zweite Schritt besteht im Austausch des im Donor-Vektor enthaltenen ccdB-Gens gegen das PCR-Produkt (BP-Reaktion). Bei dem ccdB-Gen handelt es sich um ein Selbstmordgen, dessen Genprodukt auf die im Labor normalerweise verwendeten Bakterienstämme toxisch wirkt, indem es die Gyrase hemmt, und das an seinen beiden Enden die attP-Verbindungsstellen trägt.
Demnach sollten nach erfolgreicher Transformation nur diejenigen Bakterien überlebensfähig sein, bei denen der Austausch des ccdB-Gens gegen das PCR-Produkt erfolgt ist.
Zusätzlich tragen die von Invitrogen erhältlichen Donor-Vektoren eine Antibiotika-Resistenz. Diese doppelte Selektion ist ein Grund für die hohe Effektivität dieser Klonierungsmethode. An der zwischen PCR-Produkt und Donor-Vektor erfolgenden BP-Reaktion sind die Enzyme Integrase und IHF a/b beteiligt. Die attB1-site reagiert hierbei spezifisch mit attP1 und attB2 mit attP2, wodurch im entstehenden Entry Clone die attL-Sequenzen generiert werden.
Als Nebenprodukt wird das mit den attR-Stellen flankierte Selbstmordgen erhalten.

### 3.) Erzeugung des Expressions-Vektors
Der dritte Schritt besteht aus der Reaktion zwischen Entry Clone und Ziel-Vektor (LR-Reaktion). Falls eine Genfusion herbeigeführt werden soll, kann der Ziel-Vektor 5’ oder 3’ der attR-Seiten die entsprechende Sequenz tragen. Je nachdem ob im Genprodukt eine N-terminale oder C-terminale Fusion herbeigeführt werden soll. Beispielsweise kann der Ziel-Vektor die Sequenzen für fluoreszierende Proteine tragen, wenn durch FRET auf eine Protein-Protein Interaktion getestet werden soll.
Außerdem enthält der Ziel-Vektor das von den attR-Stellen flankierte ccdB-Gen. Durch die LR-Reaktion zwischen attL1 und attR1 und zwischen attL2 und attR2 werden im Expressions-Vektor erneut die attB-Seiten generiert. Diese Reaktion entspricht also einer umgekehrten BP-Reaktion, für die zusätzlich das Enzym Exzisionase (Xis) benötigt wird.
Um erneut eine doppelte Selektion zu ermöglichen, trägt der Ziel-Vektor eine andere Antibiotika-Resistenz als der Entry Clone. Als Nebenprodukt entsteht bei der LR-Reaktion außer dem Expressions-Vektor ein das Selbstmordgen ccdB tragendes Plasmid. Diese Transformanten gehen zu Grunde und nur die gewünschten Transformanten kommen zum Wachstum.